# Unic Records
La Unic Records è una etichetta discografica indipendente attiva in Italia tra il 1997 e il 2002. È stata una delle prime etichette a produrre artisti del panorama del rap italiano. Si ricordano tra i suoi progetti: Epicentro Romano (progetto di compilation che dal 1998 riunisce la scena romana del rap con nomi quali: Sparo Manero, Piotta, Assalti Frontali, Ak 47, Flaminio Maphia, Kaotici, Bestie Rare), 2 Buoni Motivi, Indelebile Inchiostro, Malaisa.
Tra le produzioni più interessanti e ben riuscite si distinguono: Scimmie del Deserto con "Azione di disturbo", Losco Affare con "Puoi non ascoltare", Cor Veleno "21 Tyson" e con Piotta "Rime e numeri", Flaminio Maphia "Spaccamo tutto" e tanti altri.
Nel 2002, l'etichetta si fonde con la casa editrice Drago Publisher. Nel 2007 esce "Epicentro Romano Volume Terzo" co-prodotta con La Grande Onda. 
Nel 2020 esce "Epicentro Romano IV – Rewind" co-prodotto con Goody Music Production e Antibe Music.